# Purkijaure
Purkijaure, modernare stavning Burgávrre, är en sjö i Jokkmokks kommun i Lappland och ingår i Luleälvens huvudavrinningsområde. Sjön är 16 meter djup, har en yta på 18,5 kvadratkilometer och befinner sig 271,1 meter över havet. Sjön avvattnas av vattendraget Lilla Luleälven (Tarraätno).

## Delavrinningsområde
Purkijaure ingår i det delavrinningsområde (739750-166627) som SMHI kallar för Utloppet av Purkijaure. Medelhöjden är 297 meter över havet och ytan är 50,84 kvadratkilometer. Räknas de 455 avrinningsområdena uppströms in blir den ackumulerade arean 8 699,01 kvadratkilometer. Lilla Luleälven (Tarraätno) som avvattnar avrinningsområdet har biflödesordning 2, vilket innebär att vattnet flödar genom totalt 2 vattendrag innan det når havet efter 195 kilometer. Avrinningsområdet består mestadels av skog (54 procent). Avrinningsområdet har 18,47 kvadratkilometer vattenytor vilket ger det en sjöprocent på 36,3 procent.

## Galleri

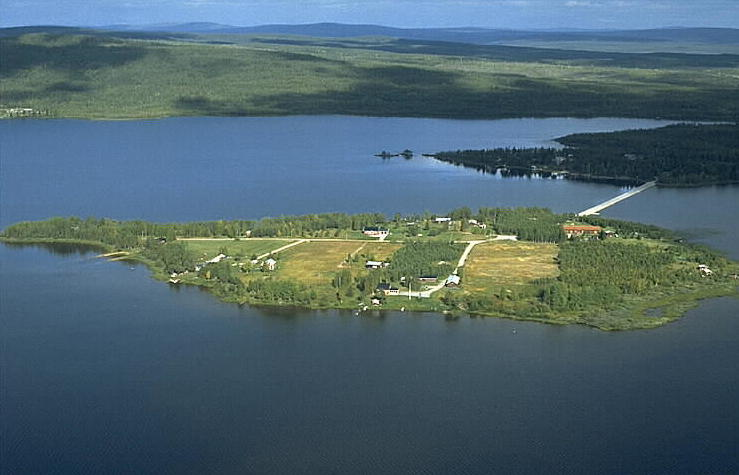
Purkijaure, Purkijaur och Purkijaurholmen (Burgávressuoloj).